# Camões-díj
A Camões-díj (portugálul: Prémio Camões) a portugál nyelv legrangosabb irodalmi díja, melyet 1988-ban alapítottak és Luís de Camões nemzeti költőről neveztek el. A díjat minden évben a portugál Fundação Biblioteca Nacional (Nemzeti Könyvtár Alap) és a brazil Departamento Nacional do Livro (Nemzeti Könyv Minisztérium) közösen adja át a portugál nyelvű irodalom egy kimagasló szerzőjének.
Az Irodalmi Nobel-díj portugál nyelvű megfelelőjének is tartják a díjat. A díj mellé 100 000 eurós pénzjuttatás is párosul.

## Díjazottak
| Év   | Szerző                                                      | Ország   |
| ---- | ----------------------------------------------------------- | -------- |
| 1989 | Miguel Torga (1907–1995)                                    | POR      |
| 1990 | João Cabral de Melo Neto (1920–1999)                        | BRA      |
| 1991 | José Craveirinha (1922–2003)                                | MOZ      |
| 1992 | Vergílio Ferreira (1916–1996)                               | POR      |
| 1993 | Rachel de Queiroz (1910–2003)                               | BRA      |
| 1994 | Jorge Amado (1912–2001)                                     | BRA      |
| 1995 | José Saramago (1922–2010)                                   | POR      |
| 1996 | Eduardo Lourenço (1923–2020)                                | POR      |
| 1997 | "Pepetela"-Artur Carlos Maurício Pestana dos Santos (1941–) | ANG      |
| 1998 | António Cândido de Mello e Sousa (1918–2017)                | BRA      |
| 1999 | Sophia de Mello Breyner (1919–2004)                         | POR      |
| 2000 | Autran Dourado (1926–2012)                                  | BRA      |
| 2001 | Eugénio de Andrade (1923–2005)                              | POR      |
| 2002 | Maria Velho da Costa (1938–2020)                            | POR      |
| 2003 | Rubem Fonseca (1925–2020)                                   | BRA      |
| 2004 | Agustina Bessa-Luís (1922–2019)                             | POR      |
| 2005 | Lygia Fagundes Telles (1923–)                               | BRA      |
| 2006 | José Luandino Vieira (1935–) - visszautasította             | POR/ ANG |
| 2007 | António Lobo Antunes (1942–)                                | POR      |
| 2008 | João Ubaldo Ribeiro (1941–2014)                             | BRA      |
| 2009 | Arménio Vieira (1941–)                                      | CPV      |
| 2010 | Ferreira Gullar (1930–2016)                                 | BRA      |
| 2011 | Manuel António Pina (1943–2012)                             | POR      |
| 2012 | Dalton Trevisan (1925–)                                     | BRA      |
| 2013 | Mia Couto (1955–)                                           | MOZ      |
| 2014 | Alberto da Costa e Silva (1931–)                            | BRA      |
| 2015 | Hélia Correia (1949–)                                       | POR      |
| 2016 | Raduan Nassar (1935–)                                       | BRA      |
| 2017 | Manuel Alegre (1936–)                                       | POR      |
| 2018 | Germano Almeida (1945–)                                     | CPV      |
| 2019 | Chico Buarque (1944–)                                       | BRA      |
| 2020 | Vítor Manuel de Aguiar e Silva (1939–)                      | POR      |
| 2021 | Paulina Chiziane (1955–)                                    | MOZ      |
| 2022 | Silviano Santiago (1936–)                                   | BRA      |
| 2023 | João Barrento (1940–)                                       | POR      |
| 2024 | Adélia Prado (1940–)                                        | BRA      |